# سیارک ۲۳۸۶۵
سیارک ۲۳۸۶۵ (به انگلیسی: 23865 Karlsorensen، نامگذاری:1998RK65) بیست و سه هزار و هشتصد و شصت و پنجمین سیارک کشف شده‌است که در ۱۴ سپتامبر ۱۹۹۸ کشف شد.
قدر مطلق سیارک برابر ۲۰.۴ است.